# Pelargonkremla
Pelargonkremla (Russula pelargonia) är en svampart som beskrevs av Niolle 1941. Pelargonkremla ingår i släktet kremlor och familjen kremlor och riskor.  Arten är reproducerande i Sverige. Inga underarter finns listade i Catalogue of Life.

## Källor

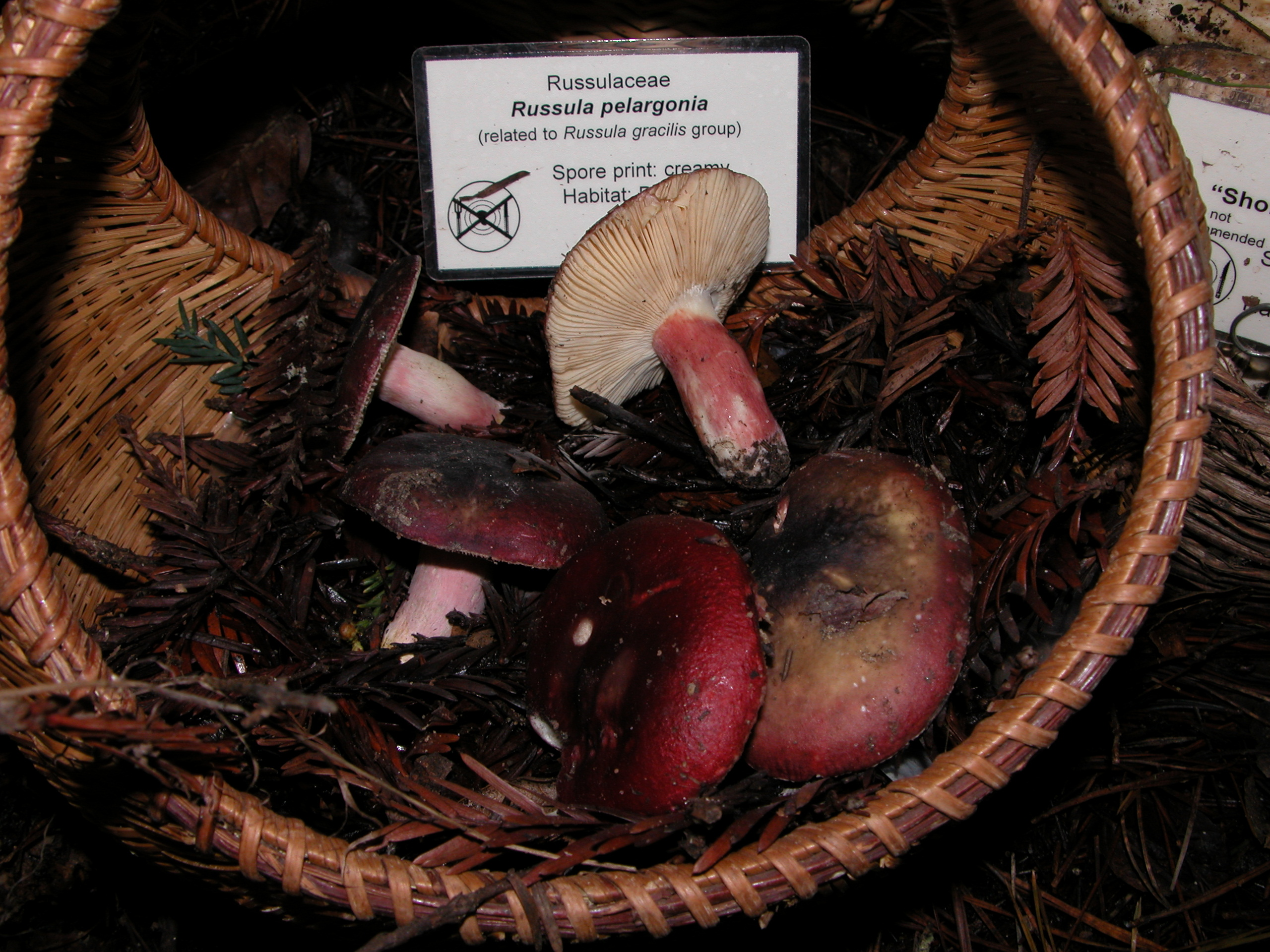